# Eredivisie
La Eredivisie (/ˈeːrədivizi/; nederlandese per Divisione onoraria), ufficialmente denominata VriendenLoterij Eredivisie dalla stagione 2025-2026 per ragioni di sponsorizzazione, è la massima serie professionistica del campionato olandese di calcio. Il titolo nazionale era stato assegnato per la prima volta nel 1889, tuttavia la fondazione dell'attuale torneo, composto da un unico girone all'italiana, risale al 1956.
Sono 54 i club che hanno disputato sino a oggi la competizione. La squadra più vittoriosa è l'Ajax, vincitrice di 36 titoli, seguita dal PSV e dal Feyenoord; queste tre squadre, insieme all'Utrecht, sono anche le uniche a non essere mai state retrocesse in seconda divisione.
Il campionato olandese occupa il 18º posto del ranking mondiale dei campionati stilato annualmente dall'IFFHS e il 5º posto a livello continentale, pertanto è considerato una delle leghe calcistiche più competitive d'Europa.

## Formula
Le 18 squadre partecipanti si affrontano in un girone all'italiana con partite di andata e ritorno per un totale di 34 giornate. La squadra campione d'Olanda si qualifica alla fase a gironi della UEFA Champions League, mentre la seconda classificata viene ammessa al terzo turno di qualificazione. Le squadre classificatesi dal 4º al 7º posto partecipano ai play-off per determinare la seconda squadra che viene ammessa al secondo turno di qualificazione della UEFA Europa Conference League. Poiché la squadra vincitrice della KNVB beker viene ammessa alla fase a gironi della UEFA Europa League, sulla base del suo posizionamento in classifica possono variare le posizioni delle squadre ammesse alle coppe o ai play-off di qualificazione.
Le ultime due classificate retrocedono in Eerste Divisie. La squadra classificatasi al 16º posto partecipa ai play-off promozione/retrocessione con 6 squadre di Eerste Divisie per un posto in massima serie.

## Storia

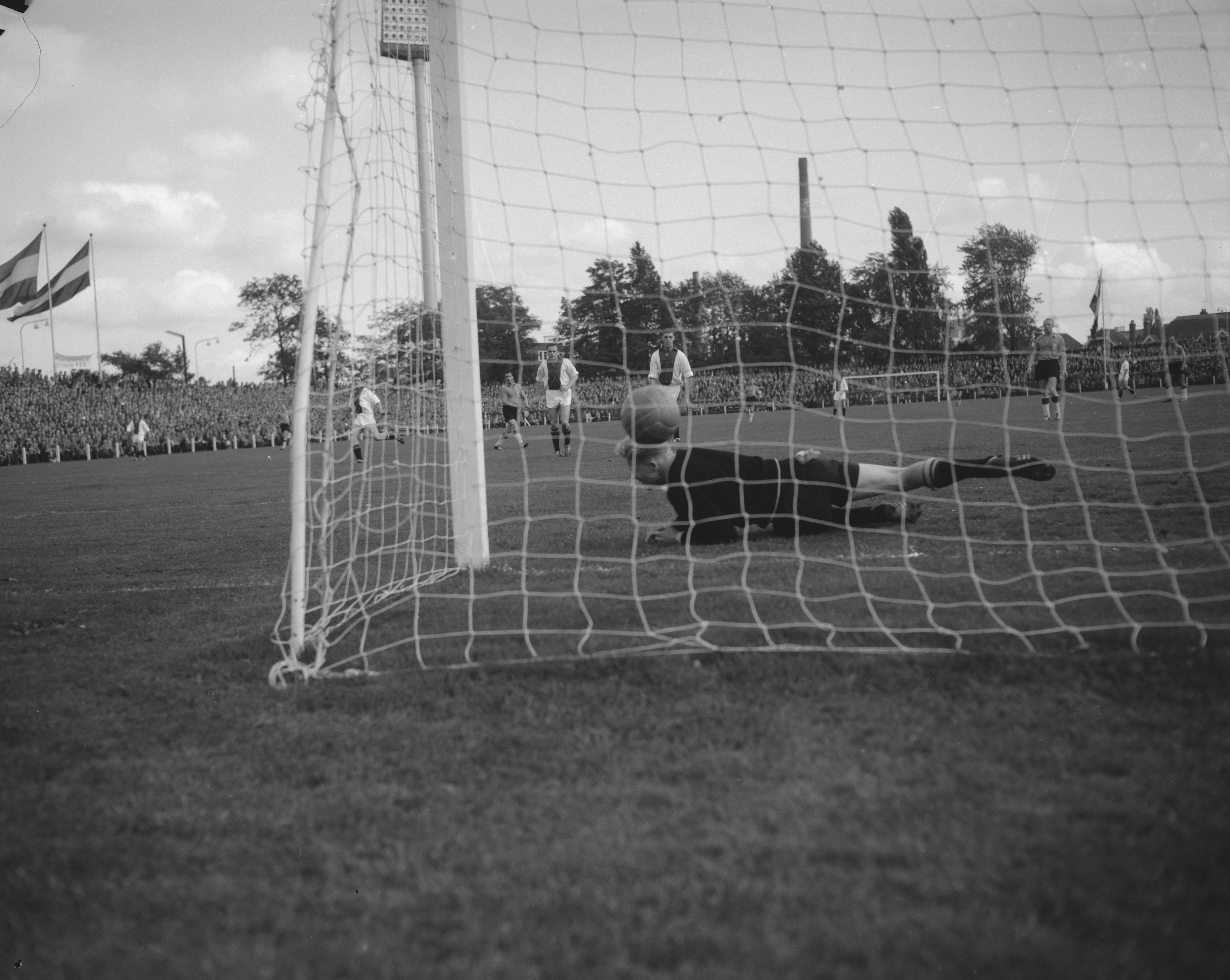
5 ottobre 1958: - 1-1.

Sebbene il primo titolo olandese venga messo in palio già nel 1889, per molti anni nei Paesi Bassi il calcio è a carattere dilettantesco, e non esiste un vero e proprio campionato nazionale: il vincitore viene infatti deciso tramite dei play-off tra i vari campioni regionali. Un primo passaggio importante si realizza nel 1954, quando viene introdotto il professionismo.
L'Eredivisie nasce quindi nel 1956, ed è composta da un unico girone all'italiana che raccoglie le migliori squadre provenienti da tutto il Paese. La prima edizione si disputa nel 1956-1957: tra le diciotto partecipanti è l'Ajax a prevalere, tuttavia il capocannoniere è Coen Dillen del PSV, che mette a segno ben 43 gol. Seguono poi i successi del DOS, nelle cui file c'è anche Tonnie van der Linden, e dello Sparta Rotterdam. Iscrivono poco dopo il loro nome nell'albo d'oro anche il Feyenoord, nel 1960-1961, quando il miglior marcatore è però Henk Groot dell'Ajax con 41 centri, e il PSV due anni dopo, quando le compagini vengono temporaneamente ridotti a sedici. Nuovo club vincente nel 1963-1964: è il neopromosso DWS, la cui porta è difesa da Jan Jongbloed.

Il con la Coppa dei Campioni 1969-1970.

Dal campionato 1964-1965 si assiste invece ad un dualismo tra il Feyenoord e l'Ajax: questi club monopolizzeranno il campionato per un decennio, e otterranno anche i primi successi a livello mondiale. Inizia a vincere il club di Rotterdam, che oltretutto sconfigge per 9-4 i rivali. Come reazione, i Lancieri ingaggiano Rinus Michels: costui, ex attaccante della squadra, implementa la filosofia del cosiddetto calcio totale, storicamente associata all'Ajax e alla nazionale olandese. Aveva inoltre da poco esordito Johan Cruijff, che sarebbe divenuto il più grande calciatore olandese di tutte le epoche.
L'Ajax vince sempre il titolo nelle tre stagioni successive. Da ricordare in particolare è però quella 1966-1967: la squadra segna ben 122 gol in campionato, ottiene il primo double del calcio olandese e, con la vittoria dell'undicesimo successo, supera l'HVV, diventando così il club olandese con più successi in campionato. Aveva inoltre cominciato a farsi conoscere anche a livello continentale, uscendo vittorioso dalla fitta nebbia di Amsterdam contro il favorito Liverpool nella Coppa dei Campioni. I Lancieri raggiungono un primo traguardo continentale significativo due anni dopo, quando arrivano a disputare la finale, che viene tuttavia vinta dal Milan di Nereo Rocco: fino a questo momento il calcio olandese era arrivato al massimo a giocare la semifinale della manifestazione, a cui era approdato il Feyenoord nel 1962-1963. E, nell'edizione successiva, proprio la squadra di Rotterdam è la prima dell'Eredivisie a vincere il massimo trofeo europeo: allenata da Ernst Happel e con in rosa anche Rinus Israël, Ove Kindvall, Willem van Hanegem, Coen Moulijn e Wim Jansen, sconfigge a Milano il Celtic ai tempi supplementari. In seguito, battendo l'Estudiantes (LP), il club riesce a portare a casa pure la Coppa Intercontinentale.

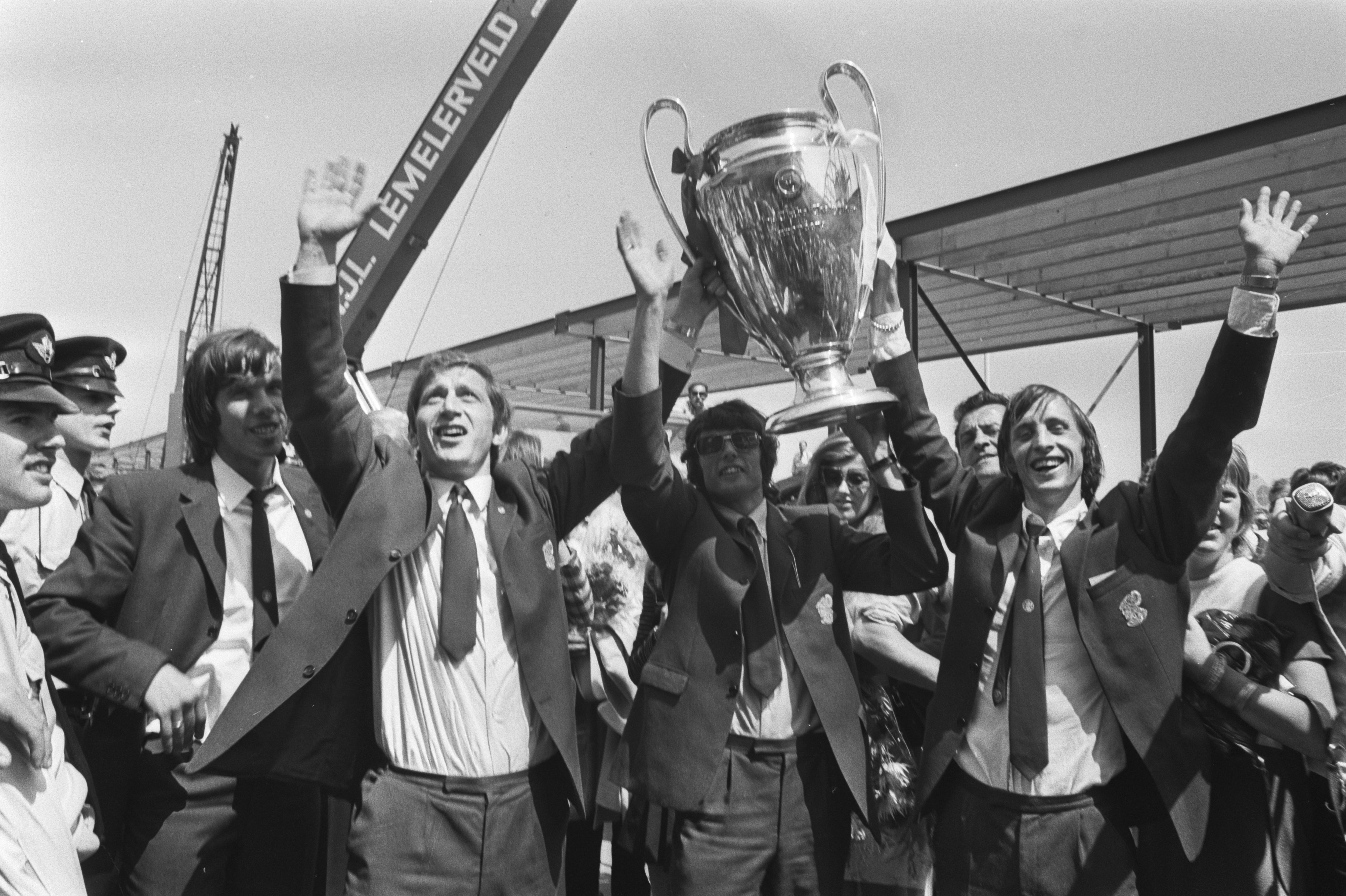
L' con la Coppa dei Campioni 1970-1971.

Comincia ora uno dei periodi di maggior successo dell'Ajax: la squadra, prima guidata da Michels e poi da Ștefan Kovács, ha tra le sue file, oltre a Cruijff (a cui vengono assegnati il Pallone d'oro 1971 e 1973), anche Wim Suurbier, Barry Hulshoff, Horst Blankenburg, Ruud Krol, Johan Neeskens, Arie Haan, Piet Keizer e Johnny Rep, riesce a sollevare infatti le successive tre Coppe dei Campioni. Inizia nel 1971 superando il Panathīnaïkos a Londra, mentre un anno dopo è il turno dell'Inter, che viene sconfitta a Rotterdam, e infine della Juventus, battuta a Belgrado. In seguito, grazie ai successi sull'Independiente e sul Milan, arrivano rispettivamente la Coppa Intercontinentale 1972 e la Supercoppa UEFA 1973, senza dimenticare il treble ottenuto nel 1972.
Nuovi successi anche per il Feyenoord: la squadra, ora con Wiel Coerver in panchina, primeggia sia in campionato che nella Coppa UEFA 1973-74, in seguito alla vittoria sul Tottenham nella doppia finale. Nell'estate del 1974, poi, la Nazionale, allenata da Michels, arriva a disputare la finale del Mondiale: viene però sconfitta dalla Germania Ovest padrona di casa.

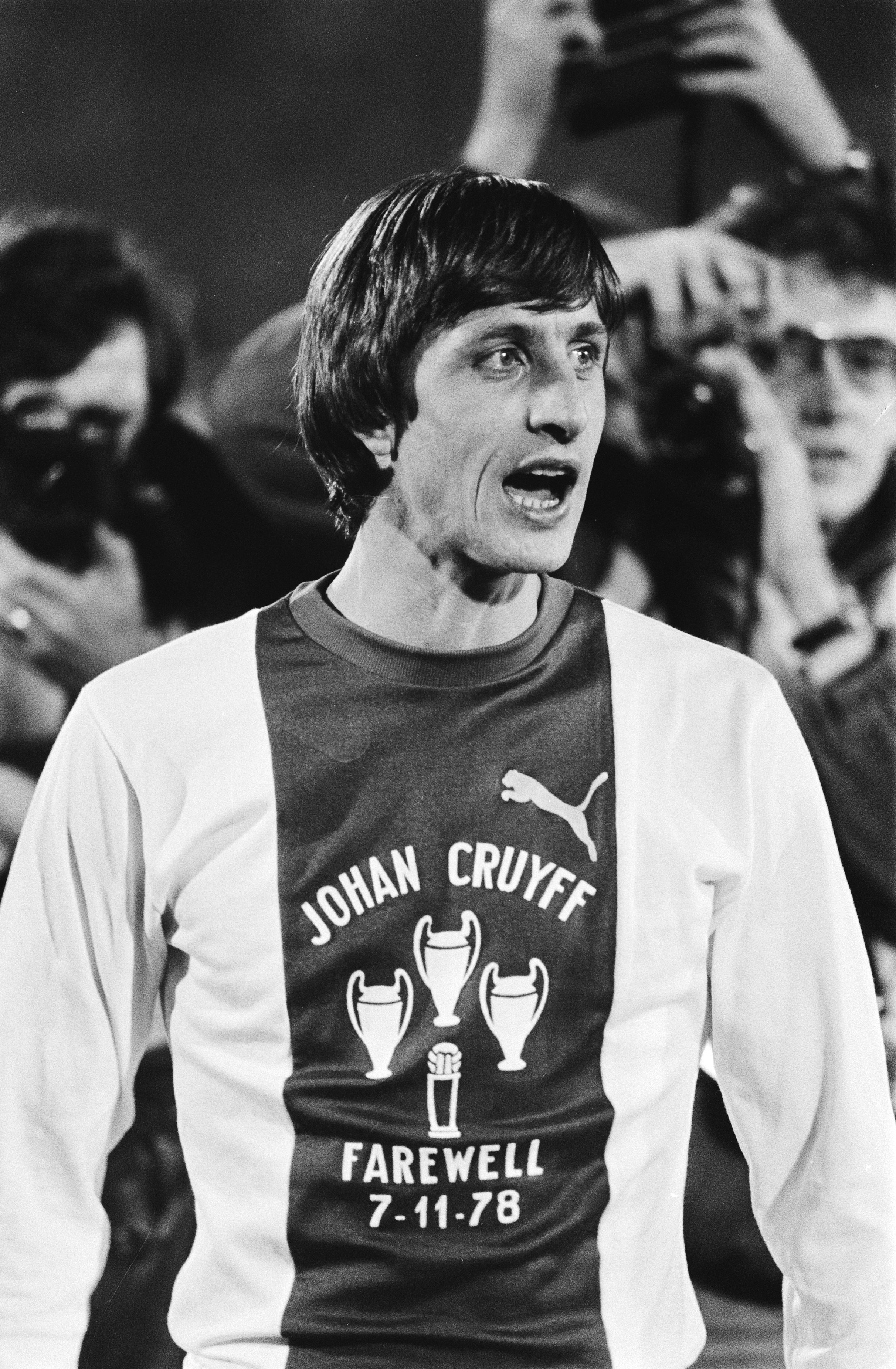
Johan Cruijff nel 1978 con la maglia dell'.

Sul fronte interno, intanto, il PSV di Kees Rijvers riesce a rompere il duopolio esistente vincendo l'Eredivisie 1974-1975 dopo una lotta contro il Twente. Quest'ultimo club, fondato ad Enschede nel 1965, arriva contemporaneamente a disputare anche la doppia finale della Coppa UEFA, nella quale è però sconfitto dal Borussia M'gladbach. Continuano comunque i successi della compagine di Eindhoven, tra le cui file militano anche Willy van der Kuijlen, che detiene il record di marcature del campionato, Jan Poortvliet, i gemelli René e Willy van de Kerkhof: il PSV si ripete in campionato, e arriva inoltre a disputare le semifinali di Coppa dei Campioni. Nuova vittoria nell'Eredivisie 1977-1978, a cui segue poco dopo la conquista della Coppa UEFA, in seguito alla vittoria sul Bastia. Nuova finale mondiale per l'Olanda nel 1978: a sollevare la Coppa è sempre la nazionale ospitante, stavolta l'Argentina.
Gli anni Settanta si chiudono col ritorno al successo dell'Ajax, in cui ora giocano ora anche Piet Schrijvers, Søren Lerby e il pluri-capocannoniere Ruud Geels: dopo qualche stagione di transizione la squadra, con in panchina Leo Beenhakker, conquista due titoli consecutivi, l'ultimo dei quali nel 1979-1980, quando arriva alla semifinale nella Coppa dei Campioni. All'inizio del decennio successivo spunta anche l'AZ Alkmaar, club nato nella città omonima nel 1967. La compagine vince il titolo del 1981 e raggiunge anche la finale della Coppa UEFA 1980-1981; ha rosa anche Kees Kist, il primo olandese a vincere la Scarpa d'oro. Negli anni a seguire questo riconoscimento viene assegnato pure a due calciatori dell'Ajax: a Wim Kieft, tre anni dopo, e Marco van Basten, che è per quattro volte miglior marcatore del torneo nazionale, nel 1986. Anche grazie a loro in questo periodo la compagine di Amsterdam vince tre titoli, che sono intervallati dal successo del Feyenoord: la squadra, che ha tra le sue file anche Cruijff e il giovane Ruud Gullit, torna a vincere l'Eredivisie nel 1983-1984 dopo un digiuno durato dieci anni.

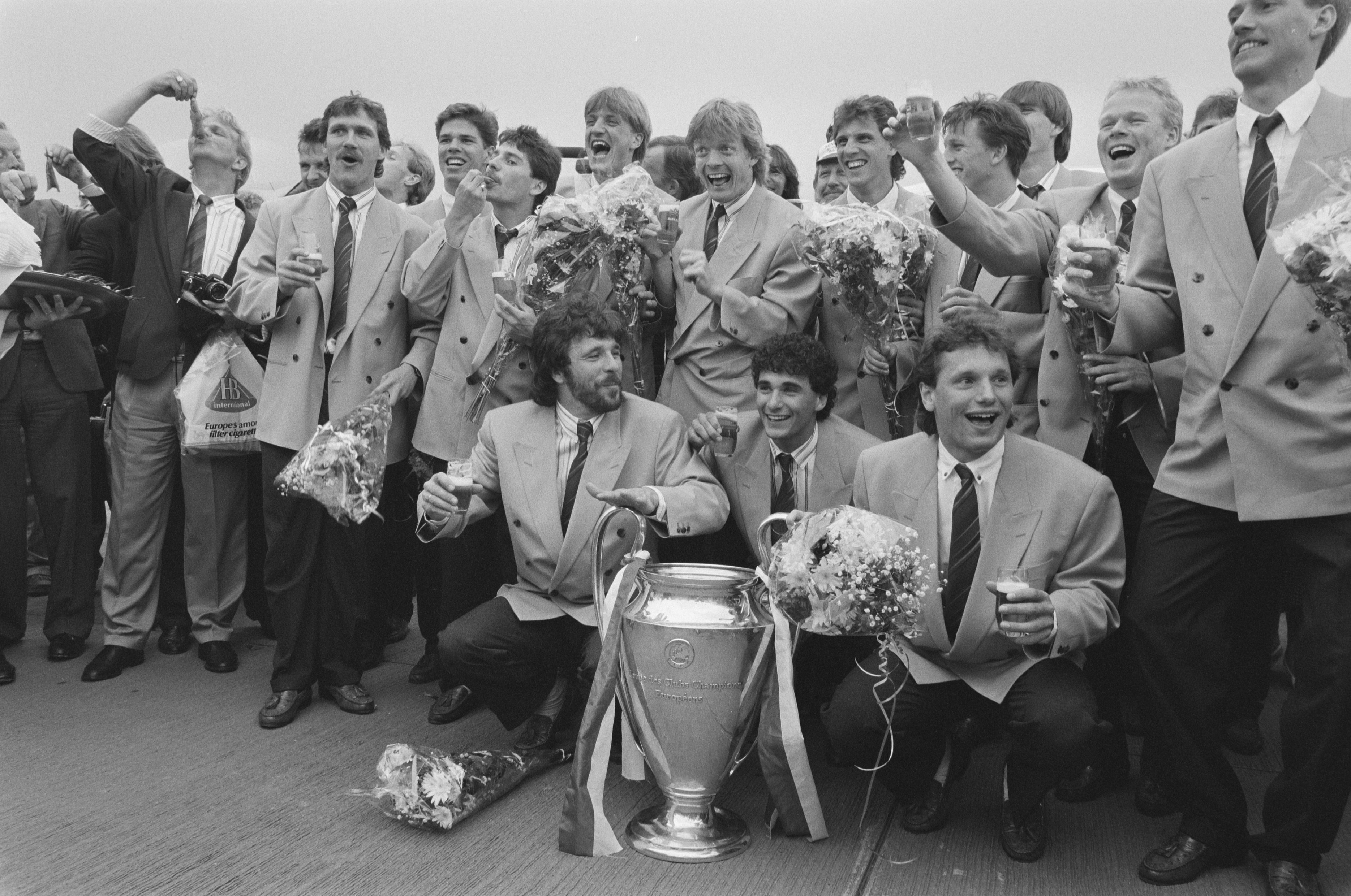
Il con la Coppa dei Campioni 1987-1988.

Con la conquista del campionato 1985-1986 comincia il ciclo di vittorie del PSV, che ha il suo culmine nella stagione 1987-1988. Infatti la squadra, con Guus Hiddink in panchina e con in campo anche Ronald Koeman e Eric Gerets, arriva a sollevare la Coppa dei Campioni dopo la vittoria sul Benfica nella finale di Stoccarda: alla fine sarà treble. In seguito si unisce anche Romário, e fino al 1991-1992 il club vince sei dei sette titoli in palio, superando il Feyenoord per numero totale. Poco dopo arriverà anche Ronaldo, ma non verranno conquistati altri trofei durante la sua militanza. Da segnalare che nel 1988 la Nazionale aveva vinto l'Europeo.

L' a Roma prima della Finale della UEFA Champions League 1995-1996.

Nel frattempo pero, l'Ajax, con Johan Cruijff in panchina e con Danny Blind e Dennis Bergkamp in campo, era riuscito a vincere la Coppa delle Coppe 1986-1987 (vittoria sulla Lokomotive Lipsia) mentre ora, allenato da Louis van Gaal, riesce a conquistare anche la Coppa UEFA 1991-1992, che viene sollevata grazie al successo sul Torino nel doppio confronto: in questo modo ha in bacheca le tre le maggiori competizioni europee di calcio per club. Dopo un successo del Feyenoord nel 1992-1993 i Lancieri, tra i quali c'è anche Jari Litmanen, conquistano i tre titoli successivi e arrivano anche a disputare due finali della nuova Champions League: vincono quella del 1994-1995 contro il Milan (e conquistano anche il treble), ma perdono nell'edizione successiva contro la Juventus, quando però, battendo il Grêmio conquistano la Coppa Intercontinentale e, dopo la vittoria sul Real Saragozza, la Supercoppa UEFA. I Lancieri sono fermati dai torinesi anche nella semifinale dell'edizione successiva, tuttavia hanno la soddisfazione di avere la maggior parte dei calciatori in rosa, tra cui Frank Rijkaard, i gemelli Frank e Ronald de Boer e Patrick Kluivert, proveniente dal loro florido vivaio. La squadra vince anche l'Eredivisie 1997-1998, quando Nikos Machlas del Vitesse conquista la Scarpa d'oro.
Il nuovo millennio si apre con un nuovo ciclo del PSV, tra le cui file passano brevemente anche Ruud van Nistelrooij e Arjen Robben: il club vince la maggior parte dei titoli del primo decennio, aiutato all'inizio dai gol di Mateja Kežman, e raggiunge inoltre la semifinale della UEFA Champions League 2004-2005. Un trofeo internazionale viene invece conquistato dal Feyenoord, la Coppa UEFA 2001-2002: gli olandesi hanno la fortuna di disputare la finale nello stadio di casa, dove sconfiggono il Borussia Dortmund. Dopo quattro titoli consecutivi della squadra di Eindhoven arriva un nuovo successo per l'AZ Alkmaar, che vince l'Eredivisie 2008-2009, mentre l'anno seguente il Twente iscrive per la prima volta il proprio nome nell'albo d'oro. Il decennio si chiude con la terza finale mondiale della Nazionale, che però viene sconfitta dalla Spagna in Sudafrica.
Comincia quindi un altro ciclo di vittorie dell'Ajax, che ottiene quattro successi consecutivi con in rosa anche Luis Suárez; all'inizio del millennio era invece passato anche un giovane Zlatan Ibrahimović. I Lancieri arrivano in seguito a disputare anche la finale dell'UEFA Europa League 2016-2017, ma sono sconfitti dal Manchester Utd, e la semifinale della UEFA Champions League 2018-2019, quando c'è anche Klaas-Jan Huntelaar. L'Eredivisie 2019-2020 non viene conclusa a causa della Pandemia di COVID-19: il titolo non viene assegnato, e non si procede a promozioni o retrocessioni.
Il decennio seguente si apre con le vittorie dell'Ajax, mentre nel 2022 il Feyenoord raggiunge l'ultimo atto della neonata Conference League: è però qui sconfitto dalla Roma.

## Partecipazioni per squadra
Sono 55 le squadre che hanno preso parte ai 70 campionati di Eredivisie che sono stati disputati a partire dal 1956-57 fino alla stagione 2025-26 (in grassetto). Ajax, Feyenoord e PSV sono le uniche squadre ad essere sempre presenti e, insieme all'Utrecht, a non essere mai retrocesse dall'Eredivisie.
- 70 volte:  Ajax,  Feyenoord,  PSV
- 60 volte:  Sparta Rotterdam
- 59 volte:  Twente
- 56 volte:  Utrecht
- 53 volte:  NAC Breda
- 48 volte:  AZ Alkmaar
- 47 volte:  ADO Den Haag
- 46 volte:  Groningen,  N.E.C.,  Willem II
- 45 volte:  Roda JC
- 39 volte:  Vitesse
- 36 volte:  Go Ahead Eagles,  MVV
- 34 volte:  Heerenveen
- 29 volte:  RKC Waalwijk
- 28 volte:  Volendam
- 27 volte:  Fortuna Sittard
- 25 volte:  Excelsior,  Heracles Almelo,  PEC Zwolle
- 24 volte:  VVV-Venlo
- 21 volte:  De Graafschap
- 18 volte:  Haarlem
- 15 volte:  Telstar
- 14 volte:  DOS
- 13 volte:  Den Bosch,  DWS
- 12 volte:  Fortuna '54,  GVAV
- 9 volte:  Cambuur,  Enschede
- 7 volte:  Elinkwijk
- 6 volte:  Blauw-Wit,  Dordrecht,  FC Amsterdam,  Rapid JC
- 5 volte:  RBC Roosendaal
- 4 volte:  Emmen,  Holland Sport,  NOAD,  Sittardia
- 3 volte:  Eindhoven
- 2 volte:  Almere City,  BVC,  BVV,  De Volewijckers,  Helmond Sport,  SVV,  Veendam,  Wageningen,  Xerxes
- 1 volta:  Alkmaar '54

## Squadre partecipanti
Vengono riportate le squadre militanti in Eredivisie nella stagione 2023-2024.
| Club             | Città      | Stadio                       | Stagione precedente                       |
| ---------------- | ---------- | ---------------------------- | ----------------------------------------- |
| Ajax             | Amsterdam  | Johan Cruijff Arena          | 3º posto in Eredivisie                    |
| Almere City      | Almere     | Yanmar Stadion               | 3º posto in Eerste Divisie, promosso      |
| AZ Alkmaar       | Alkmaar    | AFAS Stadion                 | 4º posto in Eredivisie                    |
| Excelsior        | Rotterdam  | Van Donge & De Roo Stadion   | 15º posto in Eredivisie                   |
| Feyenoord        | Rotterdam  | Stadion Feijenoord - De Kuip | 1º posto in Eredivisie, campione d'Olanda |
| Fortuna Sittard  | Sittard    | Fortuna Sittard Stadion      | 13º posto in Eredivisie                   |
| Go Ahead Eagles  | Deventer   | Adelaarshorst                | 11º posto in Eredivisie                   |
| Heerenveen       | Heerenveen | Abe Lenstra Stadion          | 8º posto in Eredivisie                    |
| Heracles Almelo  | Almelo     | Polman Stadion               | 1º posto in Eerste Divisie, promosso      |
| N.E.C.           | Nimega     | Goffertstadion               | 12º posto in Eredivisie                   |
| PEC Zwolle       | Zwolle     | MAC³PARK Stadion             | 2º posto in Eerste Divisie, promosso      |
| PSV              | Eindhoven  | Philips Stadion              | 2º posto in Eredivisie                    |
| RKC Waalwijk     | Waalwijk   | Mandemakers Stadion          | 9º posto in Eredivisie                    |
| Sparta Rotterdam | Rotterdam  | Sparta Stadion Het Kasteel   | 6º posto in Eredivisie                    |
| Twente           | Enschede   | De Grolsch Veste             | 5º posto in Eredivisie                    |
| Utrecht          | Utrecht    | Stadion Galgenwaard          | 7º posto in Eredivisie                    |
| Vitesse          | Arnhem     | GelreDome                    | 10º posto in Eredivisie                   |
| Volendam         | Volendam   | Kras Stadion                 | 14º posto in Eredivisie                   |

## Albo d'oro
- 1888-1889  Concordia (1)
- 1889-1890  Koninklijke HFC (1)
- 1890-1891  HVV (1)
- 1891-1892  RAP (1)
- 1892-1893  Koninklijke HFC (2)
- 1893-1894  RAP (2)
- 1894-1895  Koninklijke HFC (3)
- 1895-1896  HVV (2)
- 1896-1897  RAP (3)
- 1897-1898  RAP (4)
- 1898-1899  RAP (5)
- 1899-1900  HVV (3)
- 1900-1901  HVV (4)
- 1901-1902  HVV (5)
- 1902-1903  HVV (6)
- 1903-1904  HBS (1)
- 1904-1905  HVV (7)
- 1905-1906  HBS (2)
- 1906-1907  HVV (8)
- 1907-1908  Quick Den Haag (1)
- 1908-1909  Sparta Rotterdam (1)
- 1909-1910  HVV (9)
- 1910-1911  Sparta Rotterdam (2)
- 1911-1912  Sparta Rotterdam (3)
- 1912-1913  Sparta Rotterdam (4)
- 1913-1914  HVV (10)
- 1914-1915  Sparta Rotterdam (5)
- 1915-1916  Willem II (1)
- 1916-1917  Go Ahead Eagles (1)
- 1917-1918  Ajax (1)
- 1918-1919  Ajax (2)
- 1919-1920  Be Quick 1887 (1)
- 1920-1921  NAC Breda (1)
- 1921-1922  Go Ahead Eagles (2)
- 1922-1923  RCH (1)
- 1923-1924  Feyenoord (1)
- 1924-1925  HBS (3)
- 1925-1926  Enschede (1)
- 1926-1927  Heracles Almelo (1)
- 1927-1928  Feyenoord (2)
- 1928-1929  PSV (1)
- 1929-1930  Go Ahead Eagles (3)
- 1930-1931  Ajax (3)
- 1931-1932  Ajax (4)
- 1932-1933  Go Ahead Eagles (4)
- 1933-1934  Ajax (5)
- 1934-1935  PSV (2)
- 1935-1936  Feyenoord (3)
- 1936-1937  Ajax (6)
- 1937-1938  Feyenoord (4)
- 1938-1939  Ajax (7)
- 1939-1940  Feyenoord (5)
- 1940-1941  Heracles Almelo (2)
- 1941-1942  ADO Den Haag (1)
- 1942-1943  ADO Den Haag (2)
- 1943-1944  De Volewijckers (1)
- 1945-1946  Haarlem (1)
- 1946-1947  Ajax (8)
- 1947-1948  BVV (1)
- 1948-1949  SVV (1)
- 1949-1950  Limburgia (1)
- 1950-1951  PSV (3)
- 1951-1952  Willem II (2)
- 1952-1953  RCH (2)
- 1953-1954  Eindhoven (1)
- 1954-1955  Willem II (3)
- 1955-1956  Rapid JC (1)
- 1956-1957  Ajax (9)
- 1957-1958  DOS (1)
- 1958-1959  Sparta Rotterdam (6)
- 1959-1960  Ajax (10)
- 1960-1961  Feyenoord (6)
- 1961-1962  Feyenoord (7)
- 1962-1963  PSV (4)
- 1963-1964  DWS (1)
- 1964-1965  Feyenoord (8)
- 1965-1966  Ajax (11)
- 1966-1967  Ajax (12)
- 1967-1968  Ajax (13)
- 1968-1969  Feyenoord (9)
- 1969-1970  Ajax (14)
- 1970-1971  Feyenoord (10)
- 1971-1972  Ajax (15)
- 1972-1973  Ajax (16)
- 1973-1974  Feyenoord (11)
- 1974-1975  PSV (5)
- 1975-1976  PSV (6)
- 1976-1977  Ajax (17)
- 1977-1978  PSV (7)
- 1978-1979  Ajax (18)
- 1979-1980  Ajax (19)
- 1980-1981  AZ Alkmaar (1)
- 1981-1982  Ajax (20)
- 1982-1983  Ajax (21)
- 1983-1984  Feyenoord (12)
- 1984-1985  Ajax (22)
- 1985-1986  PSV (8)
- 1986-1987  PSV (9)
- 1987-1988  PSV (10)
- 1988-1989  PSV (11)
- 1989-1990  Ajax (23)
- 1990-1991  PSV (12)
- 1991-1992  PSV (13)
- 1992-1993  Feyenoord (13)
- 1993-1994  Ajax (24)
- 1994-1995  Ajax (25)
- 1995-1996  Ajax (26)
- 1996-1997  PSV (14)
- 1997-1998  Ajax (27)
- 1998-1999  Feyenoord (14)
- 1999-2000  PSV (15)
- 2000-2001  PSV (16)
- 2001-2002  Ajax (28)
- 2002-2003  PSV (17)
- 2003-2004  Ajax (29)
- 2004-2005  PSV (18)
- 2005-2006  PSV (19)
- 2006-2007  PSV (20)
- 2007-2008  PSV (21)
- 2008-2009  AZ Alkmaar (2)
- 2009-2010  Twente (1)
- 2010-2011  Ajax (30)
- 2011-2012  Ajax (31)
- 2012-2013  Ajax (32)
- 2013-2014  Ajax (33)
- 2014-2015  PSV (22)
- 2015-2016  PSV (23)
- 2016-2017  Feyenoord (15)
- 2017-2018  PSV (24)
- 2018-2019  Ajax (34)
- 2019-2020 Non assegnato[8]
- 2020-2021  Ajax (35)
- 2021-2022  Ajax (36)
- 2022-2023  Feyenoord (16)
- 2023-2024  PSV (25)
- 2024-2025  PSV (26)

### Vittorie per squadra del campionato olandese
Viene riportato il numero di titoli conquistati dal 1889 (il numero tra parentesi rappresenta quello delle vittorie nell'Eredivisie):
- 36 titoli:     Ajax (28)
- 26 titoli:   PSV (22)
- 16 titoli:   Feyenoord (11)
- 10 titoli:   HVV (-)
- 6 titoli:  Sparta Rotterdam (1)
- 5 titoli:  RAP (-)
- 4 titoli:  Go Ahead Eagles (-)
- 3 titoli:  Willem II (-),  HBS (-),  Koninklijke HFC (-)
- 2 titoli:  AZ Alkmaar (2),  ADO Den Haag (-),  Heracles Almelo (-),  RCH (-)
- 1 titolo:  NAC Breda (-),  DWS (1),  Twente (1),  Be Quick 1887 (-),  Eindhoven (-),  Rapid JC (-),  Concordia (-),  Enschede (-),  Den Bosch (-),  DOS (1),  Quick Den Haag (-),  De Volewijckers (-),  Haarlem (-),  SVV (-),  Limburgia (-),  BVV (-)

### Titoli per città
| Città            | Titoli | Club campioni                                                |
| ---------------- | ------ | ------------------------------------------------------------ |
| Amsterdam        | 43     | - Ajax (36) - RAP (5) - DWS (1) - De Volewijckers (1)        |
| Eindhoven        | 27     | - PSV (26) - Eindhoven (1)                                   |
| Rotterdam        | 23     | - Feyenoord (16) - Sparta Rotterdam (6) - Concordia (1)      |
| L'Aia            | 16     | - HVV (10) - HBS (3) - ADO Den Haag (2) - Quick Den Haag (1) |
| Deventer         | 4      | - Go Ahead Eagles (4)                                        |
| Haarlem          | 4      | - Koninklijke HFC (3) - Haarlem (1)                          |
| Tilburg          | 3      | - Willem II (3)                                              |
| Alkmaar          | 2      | - AZ Alkmaar (2)                                             |
| Almelo           | 2      | - Heracles Almelo (2)                                        |
| Heemstede        | 2      | - RCH (2)                                                    |
| Enschede         | 2      | - Twente (1) - Enschede (1)                                  |
| Breda            | 1      | - NAC Breda (1)                                              |
| Groninga         | 1      | - Be Quick 1887 (1)                                          |
| Kerkrade         | 1      | - Roda JC (1)                                                |
| 's-Hertogenbosch | 1      | - Den Bosch (1)                                              |
| Utrecht          | 1      | - DOS (1)                                                    |
| Schiedam         | 1      | - SVV (1)                                                    |
| Brunssum         | 1      | - Limburgia (1)                                              |

## Statistiche e record

### Statistiche di squadra
L'Ajax ha vinto il maggior numero di titoli, 36, l'ultimo nel 2022. Il PSV è secondo con 26, e il Feyenoord segue con 16.
Dal 1960, queste tre grandi del calcio olandese, mai retrocesse insieme all'Utrecht, hanno vinto tutti i titoli tranne quattro: il titolo del 1963-64, andato al DWS, il titolo del 1980-81, andato all'AZ Alkmaar e quelli recenti del 2008-2009 e 2009-2010 vinti rispettivamente da AZ Alkmaar (secondo titolo) e Twente, il quale per la prima volta ha vinto l'Eredivisie.

### Statistiche individuali

#### Presenze
Primi 20 giocatori per numero di presenze.
| Pos. | Giocatore             | Presenze | Periodo   | Squadre                                                     |
| ---- | --------------------- | -------- | --------- | ----------------------------------------------------------- |
| 1    | Pim Doesburg          | 687      | 1962-1987 | Sparta Rotterdam, PSV                                       |
| 2    | Jan Jongbloed         | 685      | 1959-1986 | DWS, FC Amsterdam, Go Ahead Eagles, Roda JC                 |
| 3    | Piet Schrijvers       | 575      | 1965-1985 | PEC Zwolle, DWS, Twente, Ajax                               |
| 4    | Sander Boschker       | 560      | 1989-2014 | Twente                                                      |
| 5    | Eddy Treijtel         | 554      | 1966-1982 | Xerxes, AZ Alkmaar, Feyenoord                               |
| 6    | Willy van der Kuijlen | 544      | 1964-1982 | MVV, PSV                                                    |
| 7    | Danny Blind           | 538      | 1979-1999 | Sparta Rotterdam, Ajax                                      |
| 8    | Edward Metgod         | 519      | 1979-1997 | Haarlem, Sparta Rotterdam                                   |
| 9    | Willy van de Kerkhof  | 512      | 1970-1988 | Twente, PSV                                                 |
| 10   | Aad Mansveld          | 506      | 1964-1982 | ADO Den Haag, Utrecht, Feyenoord                            |
| 11   | Willem van Hanegem    | 495      | 1966-1983 | Xerxes, AZ Alkmaar, Utrecht, Feyenoord                      |
| 12   | Leo van Veen          | 489      | 1962-1984 | Utrecht, Ajax                                               |
| 13   | Pleun Strik           | 476      | 1963-1982 | Eindhoven, N.E.C., Go Ahead Eagles, PSV                     |
| 14   | Eugène Hanssen        | 473      | 1978-1994 | VVV-Venlo, Roda JC                                          |
| 15   | Wim Jansen            | 471      | 1965-1982 | Ajax, Feyenoord                                             |
| 16   | Eric van der Luer     | 466      | 1984-2002 | MVV, Roda JC                                                |
| 17   | Sjaak Swart           | 463      | 1956-1973 | Ajax                                                        |
| 18   | Coen Moulijn          | 454      | 1955-1972 | Feyenoord                                                   |
| 19   | Dick Schneider        | 452      | 1965-1983 | Go Ahead Eagles, Feyenoord                                  |
| 20   | Dick Advocaat         | 451      | 1965-1984 | VVV-Venlo, ADO Den Haag, Sparta Rotterdam, Utrecht, Roda JC |

#### Reti
Primi 20 giocatori per numero di reti.
| Pos. | Giocatore             | Reti | Periodo                       | Squadre                                                                  |
| ---- | --------------------- | ---- | ----------------------------- | ------------------------------------------------------------------------ |
| 1    | Willy van der Kuijlen | 311  | 1964-1982                     | MVV, PSV                                                                 |
| 2    | Ruud Geels            | 266  | 1965-1972 1974-1978 1979-1983 | Telstar, Go Ahead Eagles, N.E.C., Sparta Rotterdam, Ajax, PSV, Feyenoord |
| 3    | Johan Cruyff          | 216  | 1964-1973 1981-1984           | Ajax, Feyenoord                                                          |
| 4    | Kees Kist             | 211  | 1972-1982 1984-1986           | AZ Alkmaar                                                               |
| 5    | Tonnie van der Linden | 205  | 1950-1966                     | DOS                                                                      |
| 6    | Henk Groot            | 198  | 1959-1969                     | Ajax, Feyenoord                                                          |
| 7    | Luuk de Jong          | 188  | 2008-2012 2014-2019 2022-     | De Graafschap, Twente, PSV                                               |
| 8    | Peter Houtman         | 179  | 1976-1987 1988-1992           | ADO Den Haag, Sparta Rotterdam, Groningen, Feyenoord                     |
| 9    | Leo van Veen          | 176  | 1962-1984                     | Utrecht, Ajax                                                            |
| 10   | Sjaak Swart           | 173  | 1956-1973                     | Ajax                                                                     |
| 11   | Cor van der Gijp      | 158  | 1955-1964                     | Feyenoord                                                                |
| 12   | Wim Kieft             | 157  | 1979-1983 1987-1990 1991-1994 | Ajax, PSV                                                                |
| 13   | Klaas-Jan Huntelaar   | 154  | 2002-2003 2004-2009 2017-2021 | De Graafschap, Ajax, PSV, Heerenveen                                     |
| 14   | Dirk Kuyt             | 153  | 1998-2006 2015-2017           | Utrecht, Feyenoord                                                       |
| 15   | Henk Bosveld          | 152  | 1959-1973 1977-1979           | Sparta Rotterdam, Twente, Vitesse                                        |
| 16   | Hallvar Thoresen      | 151  | 1976-1988                     | Twente, PSV                                                              |
| 17   | John Bosman           | 147  | 1983-1988 1990-1991 1996-2002 | AZ Alkmaar, Twente, Ajax, PSV                                            |
| 18   | Willy Brokamp         | 146  | 1963-1978                     | MVV, Ajax                                                                |
| 19   | Piet Keizer           | 145  | 1960-1975                     | Ajax                                                                     |
| 20   | Lex Schoenmaker       | 144  | 1966-1982                     | ADO Den Haag, Feyenoord                                                  |